# Middelburg (Mpumalanga)
Pour les articles homonymes, voir Middelburg.
Middelburg est une ville de la province de Mpumalanga en Afrique du Sud. Située dans l'est de l'ancienne province du Transvaal, Middelburg relève administrativement de la municipalité locale de Steve Tshwete.  
La région de Middelburg est au centre de l'histoire de « Jock of the Bushveld ».

## Démographie
Selon le recensement de 2011, la ville compte 87 348 habitants dont 48,46% de blancs et 41,59% de noirs . 

## Historique

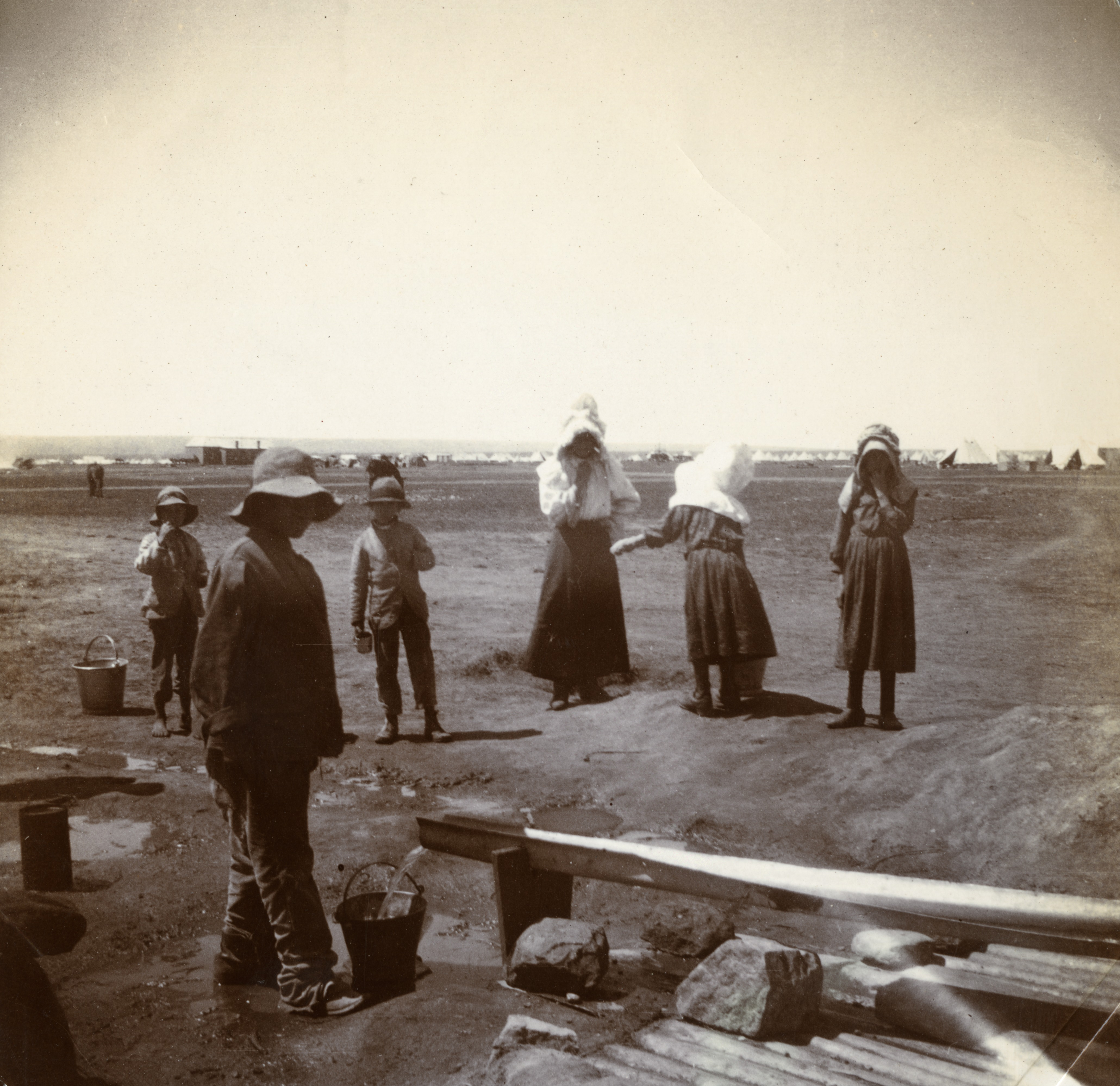
Détenus boers au camp de concentration de Middelburg.

Fondée en 1864 par les Voortrekkers sur les rives de la rivière Klein Olifants (petits éléphants) dans l'est de la république sud-africaine du Transvaal, elle s'appela d'abord Nasareth, pour prendre son nom actuel en 1872, afin de marquer sa localisation à mi-chemin entre Pretoria et la ville aurifère de Lydenburg (le nom de la ville signifie littéralement Ville du milieu).
Elle est notamment connue pour avoir donné son nom à la Proposition de Middelburg, qui fut une première proposition de paix de la part des britanniques à l'occasion de la seconde guerre des Boers. La ville abrita également un temps pendant la guerre un camp de concentration où moururent 1 391 femmes et enfants boers.

## Localisation
Middelburg est située sur la N4, la route principale menant de Pretoria au parc national Kruger. La ville est située près du village touristique ndebele de Botshabelo.

## Quartiers
- Aerorand
- Central
- Groenkol
- Dennesig
- Golfsig
- Clubville
- Zone industrielle

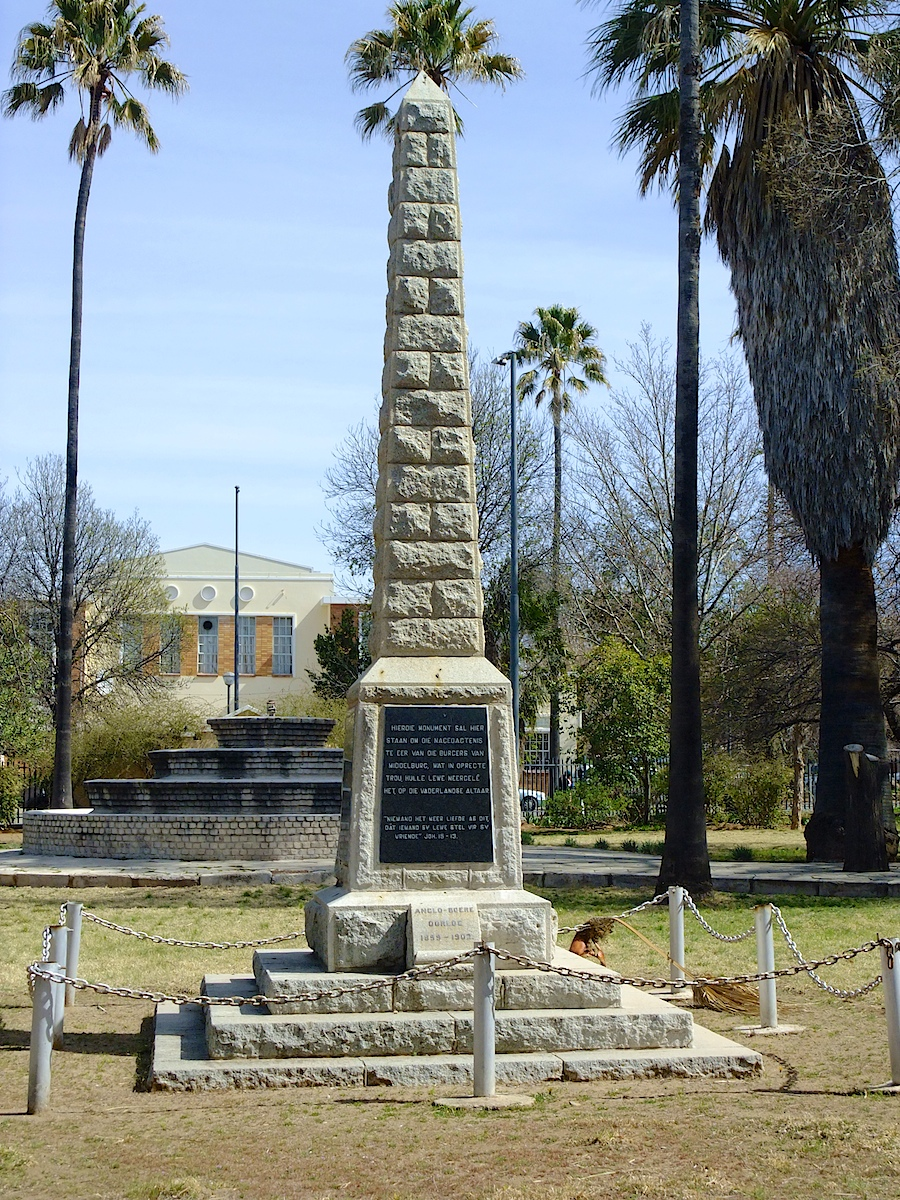
L'Anglo-Boer War Monument de Middelburg.

- Kanonkop (où est situé l'ancien camp de concentration de la guerre des Boers)
- Mhluzi : ancien township pour population noire
- Minneralia
- Nasareth : ancien quartier réservé à la population Coloured
- Eastdene : ancien quartier réservé à la population indienne

## Odonymie
| Noms d'origine                       | Noms de rues modifiés à partir de 2005 et s. | Localité                 |
| ------------------------------------ | -------------------------------------------- | ------------------------ |
| Church Street                        | Walter Sisulu Street                         | Centre-ville             |
| Mark Street                          | O.R. Tambo Street                            | Centre-ville             |
| Coetzee Street                       | John Magagula Street                         | Centre-ville             |
| Fontein Street                       | Samora Machel Street                         | Centre-ville             |
| Boven Street Jan van Riebeeck Street | Cowen Ntuli Street                           | Centre-ville             |
| Middel Street Voortrekker Street     | Bhimi Damane Street                          | Centre-ville             |
| Mooi Street President Kruger Street  | Doctor Beyers Naude Street                   | Centre-ville             |
| Lang Street                          | SADC Street                                  | Centre-ville             |
| Noordkant Street                     | Ngwako Street                                | Centre-ville             |
| Hendrik Potgieter Street             | Lillian Ngoyi Street                         | Centre-ville et Kanonkop |
| Hans Strydom Street                  | Helen Joseph Street                          | quartier de Dennesig     |
| HF Verwoerd Street                   | Harry Ngwala Street                          | quartier de Dennesig     |
| DF Malan Street                      | Steve Biko Street                            | quartier de Dennesig     |